# 256 v. Chr.
Portal Geschichte | Portal Biografien | Aktuelle Ereignisse | Jahreskalender | Tagesartikel

◄ |
4. Jahrhundert v. Chr. |
3. Jahrhundert v. Chr. |
2. Jahrhundert v. Chr. |
►

◄ | 270er v. Chr. | 260er v. Chr. | 250er v. Chr. | 240er v. Chr. |
230er v. Chr. |
►

◄◄ | ◄ | 259 v. Chr. | 258 v. Chr. | 257 v. Chr. | 256 v. Chr. |
255 v. Chr. |
254 v. Chr. |
253 v. Chr. |
► |
►►
Staatsoberhäupter

## Ereignisse

### Politik und Weltgeschehen

#### Westliches Mittelmeer

Schlacht am Kap Ecnomus

- Frühjahr: Im Ersten Punischen Krieg gelingt der römischen Flotte unter Marcus Atilius Regulus und Lucius Manlius Vulso Longus in der Schlacht am Kap Ecnomus vor der Südküste Siziliens (an der auf beiden Seiten jeweils über 300 Schiffe teilnehmen) ein Sieg über die Karthager unter Hamilkar Barkas und Hanno. Damit ist der Weg frei für die Landung römischer Truppen in Afrika.
- Marcus Atilius Regulus landet mit einer Streitmacht in Nordafrika und beginnt mit der Belagerung von Aspis. Nach einigen Wochen erobern die Römer die Stadt und machen sie zum Ausgangspunkt für weitere Operationen.
- Die Karthager berufen ihren Feldherrn Hamilkar aus Sizilien zurück. Während ein Großteil der römischen Flotte unter Lucius Manlius Vulso Longus nach Rom zurückkehrt, verbleibt das Landungsheer unter Marcus Atilius Regulus in Afrika und verwüstet die dortige Gegend.
- In der Schlacht von Adys gelingt den Römern erstmals ein Sieg auf afrikanischem Boden. Daraufhin marschieren sie Richtung Karthago, wo sie bei Tunis Winterquartier nehmen.
- Die Karthager bitten die Römer um Frieden. Deren Feldherr Marcus Atilius Regulus fordert aber derart harte Bedingungen (Rückzug aus Sardinien und Sizilien, Zahlung von Tributen), dass die Karthager den Kampf fortsetzen.

#### Asien
- In China wird die Zhou-Dynastie durch die Besetzung der Hauptstadt Luoyang durch die Armee des Staates Qin vernichtet.
- Durch den Angriff und die darauf folgende Annexion durch den Staat Chu zur Zeit der Streitenden Reiche geht der chinesische Staat Lu – rund 250 Jahre früher Heimat des Philosophen Konfuzius – unter.

### Kultur
- um 256 v. Chr.: Die altchinesische Sprache wandelt sich am Übergang von der Zhou-Dynastie zur Qin-Dynastie allmählich zu einer toten Sprache. Das gesprochene Chinesisch entfernt sich vom klassischen Chinesisch, das nur noch als Schriftsprache Bedeutung behält.

### Sport
- Bei den Olympischen Spielen wird ein Fohlenrennen über eine Runde eingeführt.

## Geboren
- 256/247 v. Chr.: Han Gaozu, chinesischer Kaiser, Gründer der Han-Dynastie († 195 v. Chr.)

## Gestorben
- Quintus Caedicius, römischer Politiker